# Temelucha carolinensis
Temelucha carolinensis är en stekelart som beskrevs av Henry Keith Townes, Jr. 1958. Temelucha carolinensis ingår i släktet Temelucha och familjen brokparasitsteklar. Inga underarter finns listade i Catalogue of Life.